# Bostik
Bostik est une entreprise française, propriété d'Arkema, spécialisée dans la fabrication et la commercialisation de colles et mastics pour les marchés de la construction, l’industrie et du grand public. Elle est fondée en 1889 à Chelsea (Massachusetts, États-Unis) et son siège social est situé à La Défense.
Le chiffre d'affaires annuel en 2024 est de 2,7 milliards d'euros, l'entreprise emploie plus de 7 000 personnes et est présente dans 45 pays environ. Bostik est le segment adhesifs du groupe Arkema.

## Historique
En 1889, la Boston Blacking Company, producteur de colorants et teintures pour cuir, est fondée à Chelsea (Massachusetts, États-Unis). La société devient la branche chimique de l’entreprise américaine United Shoe Machinery (USM) - leader de l’industrie de la chaussure - et se développe dans plusieurs pays au travers de fusions, acquisitions et de croissance organique. À la fin des années 1920, la Boston Blacking Company est établie dans 12 pays, répartis sur trois continents, et emploie plus de 1 000 chimistes et techniciens. Un certain nombre de produits sont lancés sous la marque Bostik dès les années 1950 mais l’entreprise change officiellement de nom dans les années 1960.
En 1980, le groupe Connecticut Emhart Corporation rachète Bostik. Neuf ans plus tard, ce même groupe est racheté par Black & Decker. Black & Decker sépare les activités mécaniques et chimiques de Connecticut Emhart Corporation pour faire de Bostik une entité complètement autonome.
En 1990, le groupe français de pétrole et de gaz Total acquiert Bostik et y intègre ses propres filiales adhésives.
En 2000, Totalfina et Elf Aquitaine fusionnent pour former TotalFinaElf, renommé par la suite Total. Leurs divisions adhésives respectives, Bostik et Atofindley, sont regroupées pour former Bostik Findley SA, dont le nom est changé en 2004 en Bostik SA.
En 2013, Bostik revisite l'identité de sa marque avec une nouvelle signature « smart adhesives » et un gecko.
En 2015, Arkema, une des entreprises leaders mondiales du secteur de la chimie des matériaux de spécialité acquiert Bostik,,.

## Produits
Au niveau industriel, les produits Bostik sont utilisés dans de nombreux secteurs incluant l'aéronautique, l'électroménager, l'automobile et les transports.

## Distinctions
Deux produits ont reçu l'approbation des professionnels et du grand public : 
- Brilliance : première colle oléfine haute performance pour la fixation d’élastiques[12], formulation brevetée[13]. En 2018, Bostik remporte le trophée Adhesives and Sealant Council (ASC) pour la contribution à l'innovation de Brilliance[14],[15].
- Fix & Flash : technologie de collage dont le séchage s’effectue au contact des rayons de la lumière LED. Fix & Flash est élu « Produit de l’année 2019 » dans la catégorie « colle de réparation[16] ».